# Bokovo Khroustalne
Bokovo Khroustalne (en ukrainien : Боково-Хрустальне), ou Vakhrouchevo (Вахрушево), est une ville minière de l'oblast de Louhansk, en Ukraine. Sa population s'élevait à 11 457 habitants en 2021.

## Géographie
Bokovo Khroustalne, nommée ainsi en mai 2016 par le régime de Kiev, se trouve à 61 km — 75 km par la route — au sud-ouest de Lougansk, en Ukraine.

## Administration
La ville fait partie de la municipalité de Khroustalny, qui comprend également les villes de Khroustalny, Mioussynsk et Petrovo Krasnosillia, ainsi que huit communes urbaines et onze villages.

## Histoire

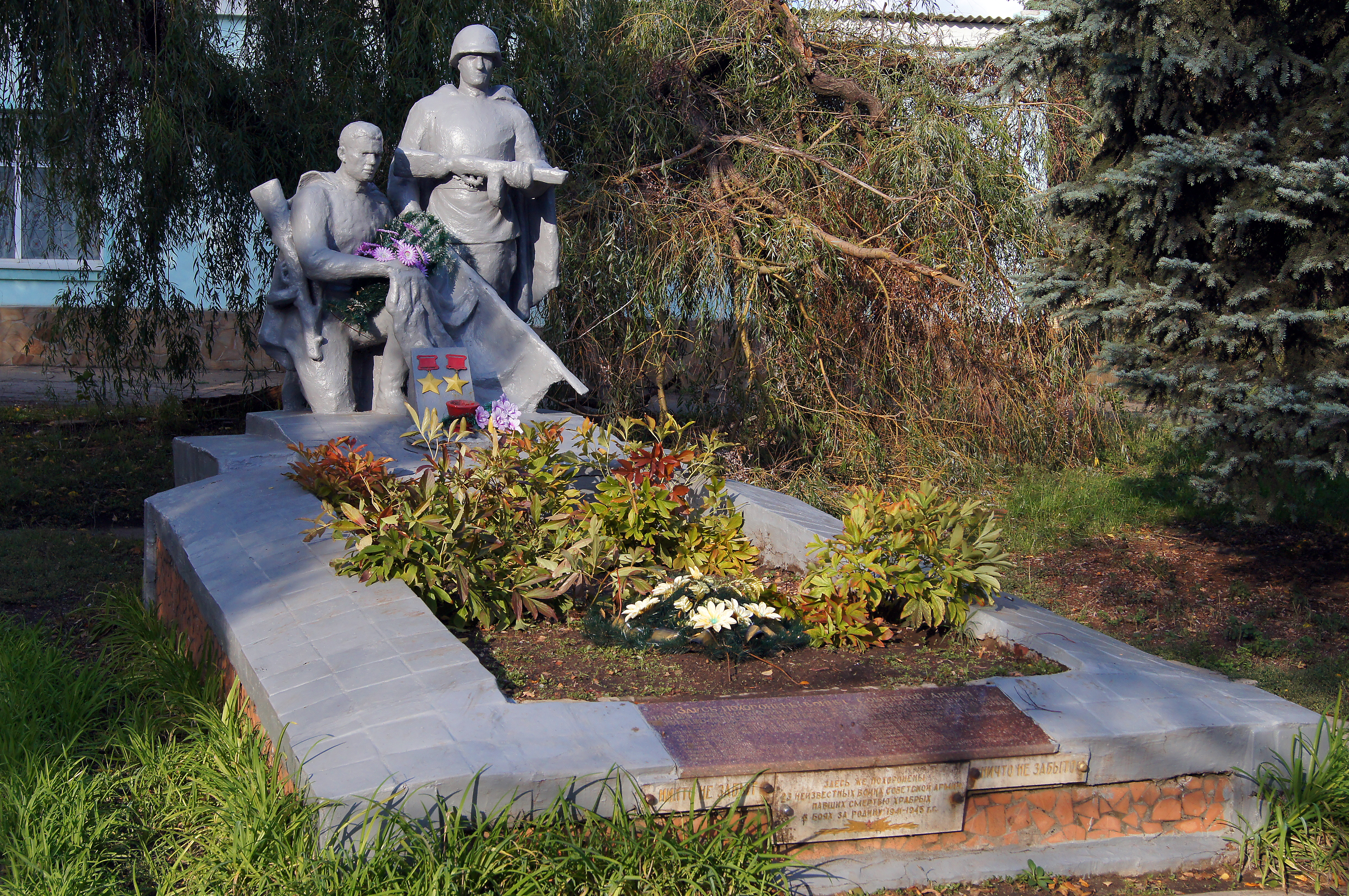
Un des monuments aux morts des soldats soviétiques de la Grande Guerre patriotique (en 2013).

Une première localité est fondée en 1914 (village des mines n° 12 et 13)  et une deuxième en 1929 (village de la mine n° 5bis) dans le cadre de la mise en exploitation de gisements de charbon sous le nom de Vakhrouchevo. Cet ensemble accède au statut de commune urbaine en 1930 et à celui de ville en 1963. Auparavant ce sont quatre localités ouvrières qui se réunissent en 1954 (avec le village de la mine n° 7 et 8) pour former cette nouvelle ville du nom de Vakhrouchevo. Elle comptait 11 470 habitants en 1959 et 11 878 habitants en 2013.
Depuis la guerre du Donbass en 2014, la commune est administrée par la république populaire de Lougansk, et non plus par les autorités ukrainiennes. En 2016, le gouvernement de Ukraine renomme la ville en Bokovo Khroustalne.

## Population
| 1939   | 1959    | 1970    | 1979    | 1989    | 2001    |
| ------ | ------- | ------- | ------- | ------- | ------- |
| 5 134* | 11 470* | 22 131* | 18 942* | 18 162* | 14 773* |

| 2010   | 2011   | 2012   | 2013   | 2014   | 2015   |
| ------ | ------ | ------ | ------ | ------ | ------ |
| 12 433 | 12 197 | 12 050 | 11 878 | 11 731 | 11 625 |

| 2016   | 2017   | 2018   | 2019   | 2020   | 2021   |
| ------ | ------ | ------ | ------ | ------ | ------ |
| 11 589 | 11 588 | 11 545 | 11 518 | 11 478 | 11 457 |